# オキナワアシナガメクラチビゴミムシ
オキナワアシナガメクラチビゴミムシ（Ryukyuaphaenops pulcherrimus）はコウチュウ目（鞘翅目）オサムシ科リュウキュウアシナガメクラチビゴミムシ属に属する昆虫である。

## 概要
本部半島カルスト地域（沖縄本島）の洞窟から発見された個体により、2023年に新属新種として記載された。
日本には、北海道から九州にかけて21属380種以上(亜種含む)のメクラチビゴミムシが知られていたが、琉球列島から発見されたメクラチビゴミムシは本種が初めてであり、メクラチビゴミムシの日本国内における分布範囲を大きく南に更新することとなった。
形態的観察からは、中国湖北省の長江流域に分布するBoreaphaenops 属やYanzaphaenops 属に類似していることから、大陸由来の系統だと考えられている。
「超洞窟性」(aphaenopsoid)と呼ばれる特徴を持ち、日本国内で最も地下環境に特化した昆虫の一つである。本種の発見は、琉球列島が地上部だけではなく地下にも豊かな生物多様性を有しており，その解明がまだ途上であることを示している。

## 系統
形態的観察からは、 地理的に琉球列島に近い九州と台湾に分布するチビゴミムシ科のどの属とも類似せず、中国湖北省の長江流域に分布するBoreaphaenops属やYanzaphaenops属に類似していることから、大陸由来の系統だと考えられている。現在、2023年9月に新たに発見された同属未記載種個体群も含めたリュウキュウアシナガメクラチビゴミムシ属の詳細な集団遺伝解析が進められている。

## 生息環境
沖縄本島の本部半島カルスト地域において、外気との接触が少ない深い縦穴の底の極めて湿潤な箇所に限って生息している。

## 注意喚起
2023年12月、オキナワアシナガメクラチビゴミムシの採集を目的とした縦穴の洞窟採集で事故が起こったことを受けて、日本甲虫学会では「洞窟採集、特にオキナワアシナガメクラチビゴミムシを目的とした採集における危険性に関する注意喚起」を発表している。